# Copa Intercontinental de Futsal de Março de 1997
A Copa Intercontinental de Futsal de Março 1997 ou  1st Intercontinental Futsal Cup foi a 1ª edição da Copa Intercontinental de Futsal.  O torneio foi disputado de 10 a 16 março de 1997, no Ginásio Gigantinho, em Porto Alegre. Em outubro de 1997 seria realizada a 2ª edição.
Este torneio foi disputado e organizada pela FIFUSA em 3 fases:
1ª fase, os 4 times se enfrentaram no modo todos contra todos. 
2ª fase, foram feitas duas semifinais, 
1º A x 2º B & 1º B x 2º A. 
3ª fase foi apenas a final do torneio.

## Grupo A
| Equipe        | J | V | E | D | GM | GS | SG | Pts. |
| ------------- | - | - | - | - | -- | -- | -- | ---- |
| DiBufala      | 3 | 2 | 1 | 0 | 7  | 4  | 3  | 7    |
| Barcelona     | 3 | 2 | 0 | 1 | 14 | 6  | 8  | 6    |
| Peñarol       | 3 | 1 | 1 | 1 | 7  | 14 | -7 | 4    |
| ZVK Ford Genk | 3 | 0 | 0 | 3 | 8  | 12 | -4 | 0    |

A partida DiBufala 3 x 1 Barcelona válida pela terceira e última rodada desta primeira fase, entrou para a história como o jogo de futsal mais bizarro de todos os tempos, já que nenhuma das 2 equipes fazia questão de sair de quadra com a vitória. Por conta disso, após um primeiro tempo morno que terminou empatado em 1 x 1, o Barcelona marcou, seguidamente, 2 gols contra de propósito. Depois disso, o seu goleiro passou o resto do jogo na quadra adversária a fim de tentar evitar que o DiBufala fizesse o mesmo. Isso ocorreu pois quem ganhasse enfrentaria o favorito Internacional na semi-final da competição.

## Grupo B
| Equipe               | J | V | E | D | GM | GS | SG  | Pts. |
| -------------------- | - | - | - | - | -- | -- | --- | ---- |
| Bunga Melati Tilburg | 3 | 3 | 0 | 0 | 17 | 9  | 8   | 9    |
| Internacional        | 3 | 2 | 0 | 1 | 14 | 6  | 8   | 6    |
| Boca Juniors         | 3 | 1 | 0 | 2 | 2  | 5  | -3  | 3    |
| Universidad de Chile | 3 | 0 | 0 | 3 | 5  | 27 | -22 | 0    |

## Semifinais
| 14 de março de 1997 | Barcelona | 7 - 5 | Bunga Melati Tilburg | Ginásio Gigantinho, Porto Alegre |
|                     |           |       |                      |                                  |

| 14 de março de 1997 | Internacional | 11 - 0 | DiBufala | Ginásio Gigantinho, Porto Alegre |
|                     |               |        |          |                                  |

## Final
| 16 de março de 1997 | Internacional                      | 4 - 2 (pro.) | Barcelona          | Ginásio Gigantinho, Porto Alegre |
|                     | Manoel Tobias · Vandré · Carlinhos |              | Alécio · Alexandre |                                  |

- Internacional: Serginho, Julio César, Waguinho, Manoel Tobias e Leandro; depois Bela, Vandré, Ortiz e Carlinhos
- Barcelona: Silva, Alécio, Andreu, Dani e Alexandre; depois Paquito e Emílio.

## Premiação
| 1ª Copa Intercontinental de Futsal |
| ---------------------------------- |
| Internacional Campeão (1º título)  |